# مايكل فيست
مايكل فيست (بالإنجليزية: Michael Feast)‏ هو ممثل بريطاني، ولد في 25 نوفمبر 1946 ببرايتون في المملكة المتحدة.

## أعمال

### أفلام
- (1972) الأخ شمس، الأخت قمر
- (1982) عقد الرسام
- (1998) منجم ذهب مخملي[3]
- (1999) سليبي هولو[4]

## وصلات خارجية
- مايكل فيست على موقع IMDb (الإنجليزية)
- مايكل فيست على موقع ألو سيني (الفرنسية)
- مايكل فيست على موقع ميوزك برينز (الإنجليزية)
- مايكل فيست على موقع أول موفي (الإنجليزية)
- مايكل فيست على موقع قاعدة بيانات برودواي على الإنترنت (الإنجليزية)
- مايكل فيست على موقع قاعدة بيانات الأفلام السويدية (السويدية)
- مايكل فيست على موقع ديسكوغز (الإنجليزية)
- مايكل فيست على موقع قاعدة بيانات الفيلم (الإنجليزية)
- مايكل فيست على موقع كينوبويسك (الروسية)